# Las Rozas Black Demons 2014
Questa voce raccoglie le informazioni riguardanti i Las Rozas Black Demons nelle competizioni ufficiali della stagione 2014.

## Maschile

### LMFA 2014

#### Stagione regolare
| 30 marzo 2014, ore 16:30 5ª giornata | Tres Cantos Jabatos | 12 – 39 | Las Rozas Black Demons |  |

| 6 aprile 2014, ore 16:00 6ª giornata | Las Rozas Black Demons | - – - (rinviata) | Osos de Rivas |  |

| 11 maggio 2014, ore 16:00 9ª giornata | Las Rozas Black Demons | v – p (a tavolino) | Alcorcón Smilodons |  |

| 1º giugno 2014, ore 18:00 11ª giornata | Toros de Madrid | 18 – 27 | Las Rozas Black Demons |  |

| 15 giugno 2014, ore 12:00 12ª giornata | Las Rozas Black Demons | - – - (rinviata) | Camioneros de Coslada |  |

### Statistiche di squadra
| Competizione             | %Vittorie | In casa | In casa | In casa | In casa | In casa | In casa | In trasferta | In trasferta | In trasferta | In trasferta | In trasferta | In trasferta | Totale | Totale | Totale | Totale | Totale | Totale |
| Competizione             | %Vittorie | G       | V       | N       | P       | Pf      | Ps      | G            | V            | N            | P            | Pf           | Ps           | G      | V      | N      | P      | Pf     | Ps     |
| ------------------------ | --------- | ------- | ------- | ------- | ------- | ------- | ------- | ------------ | ------------ | ------------ | ------------ | ------------ | ------------ | ------ | ------ | ------ | ------ | ------ | ------ |
| LNFA-B Stagione regolare | .875      | ?       | ?       | ?       | ?       | ?       | ?       | ?            | ?            | ?            | ?            | ?            | ?            | 8      | 7      | 0      | 1      | 208    | 59     |
| LNFA-B Playoff           | .500      | ?       | ?       | ?       | ?       | ?       | ?       | ?            | ?            | ?            | ?            | ?            | ?            | 2      | 1      | 0      | 1      | 23     | 23     |
| LMFA Stagione regolare   | .667      | 1       | 1       | 1       | 0       | 0       | 0       | 2            | 2            | 0            | 0            | 66           | 30           | 3      | 3      | 0      | 0      | 66     | 30     |
| Totale                   | .846      | 1+?     | 1+?     | 0+?     | 0+?     | 0+?     | 0+?     | 2+?          | 2+?          | 0+?          | 0+?          | 66+?         | 30+?         | 13     | 11     | 0      | 2      | 287    | 112    |

## Femminile

### LNFA Femenina 2014

#### Stagione regolare
| Las Rozas de Madrid 26 gennaio 2014, ore 13:30 1ª giornata | Las Rozas Black Demons | 25 – 6 | Terrassa Reds | Campo de Rugby El Cantizal\| Arbitro: \| Mondejar \| |
| Arbitro:                                                   | Mondejar               |        |               |                                                      |

| Badalona 15 febbraio 2014, ore 16:00 2ª giornata | Badalona Dracs | 26 – 47 | Las Rozas Black Demons | Camp Municipal de Montigalà\| Arbitro: \| Fernández \| |
| Arbitro:                                         | Fernández      |         |                        |                                                        |

| Las Rozas de Madrid 22 marzo 2014, ore 14:00 3ª giornata | Las Rozas Black Demons | 34 – 40 | Barberá Rookies | Campo de Rugby El Cantizal\| Arbitro: \| Mondejar \| |
| Arbitro:                                                 | Mondejar               |         |                 |                                                      |

| 5-6 aprile 2014 4ª giornata | Zaragoza Mustangs | 0 – 57 | Las Rozas Black Demons |  |

| Las Rozas de Madrid 3 maggio 2014 5ª giornata | Las Rozas Black Demons | 18 – 25 | Barcelona Búfals | Campo de Rugby El Cantizal |

### Statistiche di squadra
| Competizione | %Vittorie | In casa | In casa | In casa | In casa | In casa | In casa | In trasferta | In trasferta | In trasferta | In trasferta | In trasferta | In trasferta | Totale | Totale | Totale | Totale | Totale | Totale |
| Competizione | %Vittorie | G       | V       | N       | P       | Pf      | Ps      | G            | V            | N            | P            | Pf           | Ps           | G      | V      | N      | P      | Pf     | Ps     |
| ------------ | --------- | ------- | ------- | ------- | ------- | ------- | ------- | ------------ | ------------ | ------------ | ------------ | ------------ | ------------ | ------ | ------ | ------ | ------ | ------ | ------ |
| LNFAF        | .600      | 3       | 1       | 0       | 2       | 77      | 71      | 2            | 2            | 0            | 0            | 104          | 26           | 5      | 3      | 0      | 2      | 181    | 97     |
| Totale       | .600      | 3       | 1       | 0       | 2       | 77      | 71      | 2            | 2            | 0            | 0            | 104          | 26           | 5      | 3      | 0      | 2      | 181    | 97     |